# Siberia (musikalbum)
Siberia är ett studioalbum av Echo & the Bunnymen.

## Låtlista
1. "Stormy Weather"
2. "All Because of You Days"
3. "Parthenon Drive"
4. "In the Margins"
5. "Of a Life"
6. "Make Us Blind"
7. "Everything Kills You"
8. "Siberia"
9. "Sideways Eight"
10. "Scissors in the Sand"
11. "What If We Are?"